# 자연과생태
《자연과생태》는 대한민국의 생태 전문 잡지이다.

## 개요
처음엔 2개월에 한 번 나오는 잡지였으나 후에 월간지로 바뀌었다. 같은 출판사에서 발간한 형제 잡지로 한국 최초의 곤충 전용 잡지 인섹트매니아가 있었다.
이는 인력 부족으로 힘에 부쳐서 8개월만에 휴간.
2009년 말기 쯤부터 도서출판사 필통과 협력하여 필통 속 자연과생태라는 이름으로 생물에 대한 서적을 출판하기 시작하였다.